# Saccharimonadia
Saccharimonadia o Saccharibacteria es una clase candidata de bacterias recientemente propuesta, previamente conocida como TM7, perteneciente al filo Minisyncoccota. Mediante el estudio de muestras ambientales de ARNm se ha encontrado que los miembros de esta clase se encuentran ampliamente distribuidos por el medio ambiente. Así, se los ha encontrado en suelos, sedimentos, aguas residuales y animales. Además aparecen en muestras recogidas en hospitales. También se ha encontrado sobre la superficie de la bacteria Actinomyces como parásito episimbionte en una muestra oral humana. Las diversas especies tienen forma de filamentos finos o gruesos, cocos o bacilos.
Los estudios genéticos indican que Saccharimonadia es un grupo filogenéticamente diverso y que juega un papel importante en la degradación de diversos compuestos orgánicos en condiciones aerobias, reductoras de nitratos y anaerobias. El nombre dado a la clase hace referencia a su capacidad de degradación de los azúcares. Esta clase forma parte de Patescibacteria o grupo CPR una extensa línea filogenética de bacterias recientemente descubierta.

## Probable patogenicidad
Saccharimonadia es probablemente la única o la más importante bacteria ultrapequeña del microbioma humano. Miembros de esta clase se han relacionado con enfermedad periodontal, dermatitis, fibrosis quística, vaginosis y enfermedad inflamatoria intestinal. Esta bacteria se ha obtenido mediante cocultivo conjuntamente con su huésped actinobacteriano, mostrando que Saccharibacteria podría modular la respuesta inmune.